# Slag bij Old Church
De Slag bij Old Church vond plaats op 30 mei 1864 in Hanover County, Virginia tijdens de Amerikaanse Burgeroorlog. Deze slag is ook gekend als de Slag bij Matadequin Creek.
Terwijl het Noordelijke Army of the Potomac en het Zuidelijke Army of Northern Virginia tegen over elkaar lagen langs de Totopotomoy Creek botste een Noordelijke cavaleriedivisie aangevoerd door brigadegeneraal Alfred T. A. Torbert op een Zuidelijke cavaleriebrigade onder leiding van brigadegeneraal Matthew C. Butler bij Matadequin Creek. Na een kort maar hevig gevecht trokken de Zuidelijken zich terug naar een kruispunt bij Old Cold Harbor. De volgende dag werd dit kruispunt ingenomen door de Noordelijken.

## Achtergrond

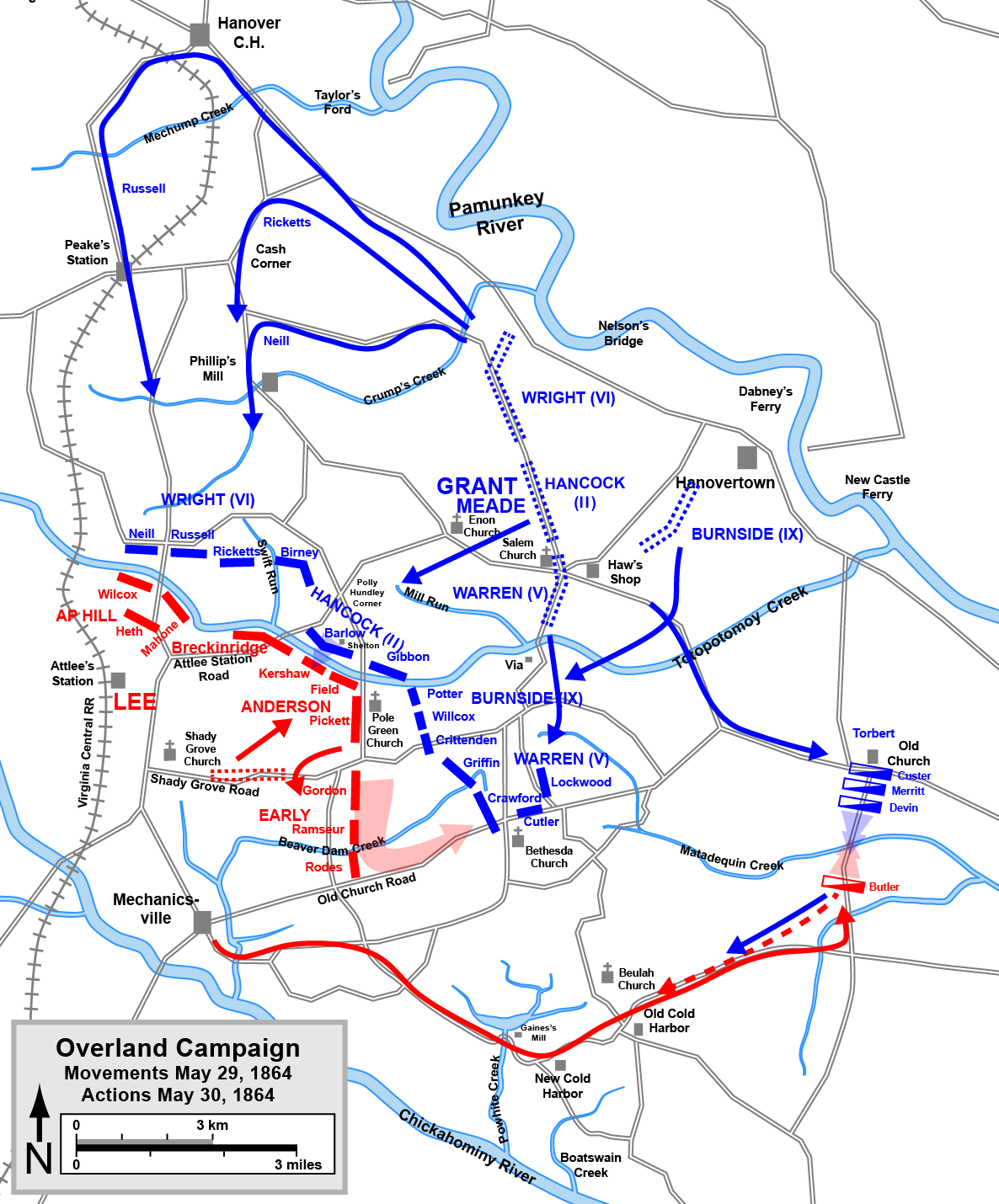
Bewegingen van beide legers tijdens de Overland-veldtocht tussen 29 en 30 mei 1864. Geïllustreerd zijn de Slag bij Totopotomoy Creek en Old Church

Terwijl de infanterie van beide legers het opnieuw tegen elkaar opnamen tijdens de Slag bij Totopotomoy Creek op 30 mei kreeg generaal-majoor Philip Sheridan, bevelhebber van het Noordelijke cavaleriekorps, verschillende verzoeken van de bevelhebber van het V Corps, generaal-majoor Gouverneur K. Warren die zich zorgen maakte over de geïsoleerde stellingen op de linkerflank van het leger. Het cavaleriekorps had zijn tenten opgeslagen bij Haw's Shop. Daar bewaakten ze de toevoerlijnen van het leger naar het depot bij White House langs de Pamunkeyrivier. Via deze route werden de versterkingen verwacht onder de vorm van het XVIII Corps aangevoerd door generaal-majoor William F. "Baldy" Smith . Sheridan negeerde aanvankelijk Warrens verzoeken. Dit was het gevolg van een ruzie tijdens de Slag bij Spotsylvania Court House. Generaal-majoor George G. Meade kwam niet tussen in deze ruzie omdat hij eveneens met beide mannen hevige discussies had gehad tijdens de veldtocht. Toen Sheridan de hoogdringendheid van Warrens verzoek inzag, stuurde hij de cavaleriedivsie van brigadegeneraal Alfred T. A. Torbert, naar de linkerflank van Warren. Torbert delegeerde het bevel aan de brigade van kolonel Thomas Devin. Terwijl de instructies doorheen de rangen werden gecommuniceerd, bleef er niet veel meer over van het origineel bevel. In plaats van patrouilles te sturen langs de Church Road in westelijke richting, zoals gevraagd door Warren, stuurde Devin zijn soldaten naar de Bottoms Bridge Road. Hij stelde zijn brigade op een goede defensieve stelling op ten noorden van de Matadequin Creek. Een eskadron van het 17th Pennsylvania Cavalry werd als vooruitgeschoven post naar Barker Farm gestuurd, ten zuiden van de Creek.
Terwijl de Noordelijken hun bevelen uitvoerden, was Robert E. Lee bezorgd over het strategisch belangrijke kruispunt bij Old Cold Harbor op ongeveer 9 km van de Zuidelijke hoofdstad Richmond. Hij stuurde de 2.000 man sterke brigade van brigadegeneraal Matthew C. Butler op verkenning uit om te achterhalen of dit kruispunt reeds bedreigd werd. Butler na de 4th en 5th South Carolina Cavalry regiments van zijn eigen brigade mee aangevuld met de kleine brigade van brigadegeneraal Martin W. Gary. De Zuidelijke cavaleristen vertrokken rond 10.00u op 30 mei en arriveerden bij Barker farm tussen 13.00 en 14.00u.

## De slag
De voorhoede van Butlers brigade verjoeg met gemak het eskadron van het 17th Pennsylvania Cavalry die ten zuiden van de Creek hun stellingen hadden ingenomen. Devin stuurde enkele eskadrons van hetzelfde regiment waardoor de linie hersteld werd.
Devin ging ervan uit dat het enkel om een kleine verkenningseenheid ging en stuurde verder geen versterkingen meer. Om 15.00u werden de Noordelijke voorposten aangevallen door Butlers hoofdmacht. De Noordelijken leverden een harde strijd om de vijandelijke opmars te vertragen. Devin stuurde twee extra regimenten om de flanken van de Pennsylvaniërs te versterken. Het 6th New York nam de rechterflank voor zijn rekening en het 9th New York de linkerflank. Butler stelde de 4th South Carolina op ten westen van de weg tegenover de 6th New York. De 5th South Carolina kwam tegenover de 9th New York te staan. De brigade van Gary hield Butler in reserve.
Toen Torbert de situatie in ogenschouw nam, realiseerde hij zich dat drie regimenten onvoldoende zouden zijn om de Zuidelijke aanval te weerstaan. Hij gaf het bevel aan de rest van zijn divisie om op te rukken. Brigadegeneraal Wesley Merritss brigade arriveerde als eerste op het slagveld. De 2nd U.S. Cavalry nam de plaats in van de 17th Pennsylvania die een tekort aan munitie had. Op de rechterflank duwden de 6th New York en de 2nd U.S. de 4th South Carolina terug. Deze laatste werd versterkt door de Charleston Light Dragoons. De Zuidelijken wierpen snel houten borstweringen op. Op de Noordelijke linkerflank botste de 9th New York op hevige weerstand van de 5th South Carolina. Merrit probeerde de Zuidelijke stellingen te flankeren met de 6th Pennsylvania Cavalry aangevoerd door kapitein Charles L. Leiper. Hoewel ze over de Creek geraakten, verzandde de aanval in man-tegen-mangevechten. Leiper raakte ernstig gewond.
Op dit moment verscheen de Noordelijke brigade van brigadegeneraal George A. Custer ten tonele. Hij stelde de 5th Michigan rechts van de Bottoms Bridge Road op met de 1st en de 7th Michigan links van hun en de 6th Michigan in reserve. Hun aanval flankeerde de Zuidelijken langs beide zijden van hun slaglinie. Terwijl Butlers soldaten vluchtten, voerde zijn reserve de 7th South Carolina een charge uit om de situatie te stabiliseren. De pas opgestelde Noordelijke kanonnen en het overwicht in manschappen deed de balans omslaan in het voordeel van Torbert. De slag werd bijna volledig te voet uitgevochten. De 20th Georgia Battalion arriveerde toen de slag al gedaan was en moesten zich reppen om zelf weg te komen. De Noordelijken zetten de achtervolging in. Butler kon zijn soldaten hergroeperen bij Old Cold Harbor. Torberts soldaten sloegen hun tenten op ongeveer 2 km afstand op.

## Gevolgen
Hoewel Butler broodnodige informatie kon doorsturen naar Robert E. Lee, werd hij voor de tweede keer in drie dagen tijd verjaagd door zijn Noordelijke tegenhangers. De Noordelijken verloren ongeveer 90 soldaten tegenover 188 voor de Zuidelijken. De weg lag open voor Sheridan om het belangrijke kruispunt bij Old Cold Harbor in te nemen. Dit was de aanleiding tot de bloedige Slag bij Cold Harbor.

## Aanbevolen literatuur
- Furgurson, Ernest B. Not War but Murder: Cold Harbor 1864. New York: Alfred A. Knopf, 2000. ISBN 0-87945-517-9